# Isaac Delahaye

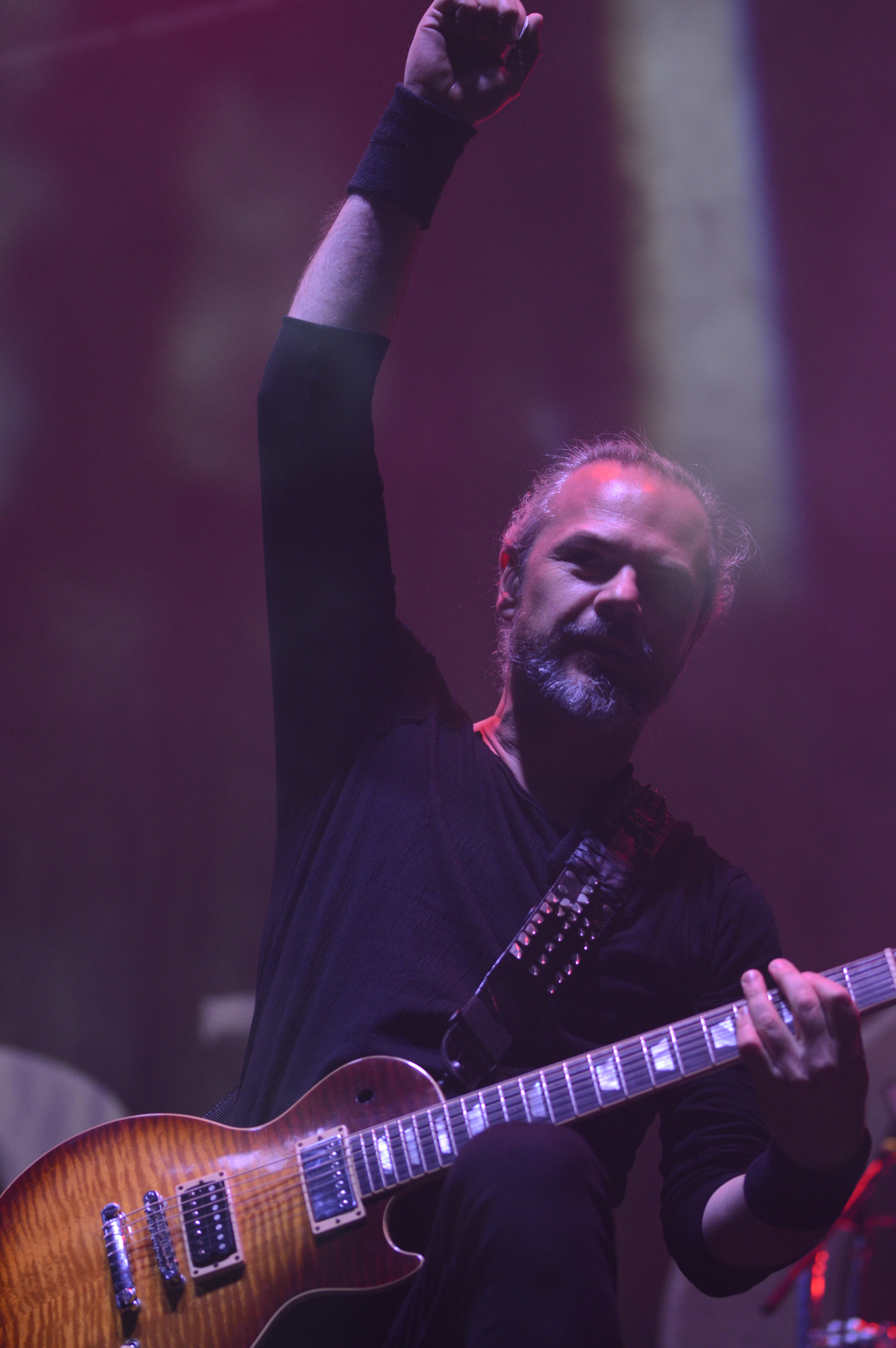
Isaac Delahaye, 2022

Isaac Delahaye (9 de janeiro de 1982) é um músico belga, guitarrista da banda de metal sinfônico Epica. Antes ele foi guitarrista da banda de death metal God Dethroned. Delahaye substituiu o ex-guitarrista Jens van der Valk no God Dethroned após van der Valk deixar a banda em 2004. Ele entrou para a banda depois de um pedido do baterista e amigo de longa data Ariën van Weesenbeek, e após várias reuniões com van Weesenbeek e Henri Sattler, Delahaye foi aceito na banda, em 29 de junho de 2004. Em 15 de janeiro de 2009, um anúncio oficial veio em que Isaac não era mais parte do God Dethroned. Logo depois, um anúncio veio da banda Epica que divulgou Delahaye como seu mais novo membro.
Delahaye utiliza quase exclusivamente Jackson Guitars, a principal sendo uma Jackson Kelly verde e uma Jackson Kelly preta que tem captadores Seymour Duncan com um tremolo Floyd Rose. Mais recentemente, ele foi aderindo as Ibanez, principalmente a sua Custom Built, versão 7 cordas da Ibanez DN500K Darkstone, que ele descreve como uma "parte integrante do som do Epica". Em uma entrevista com Moshville Times, Reino Unido, ele afirmou que usa uma Les Paul Black Beauty e uma Epiphone Custom para gravações em estúdio e solos, devido aos seus braços mais finos do que a Darkstone. Ele também menciona que usa um Maton 808 custom series e TE acústicos. Ele usa amplificadores Bogner, incluindo o Uberschall e Shiva 25th Anniversary edition e no estúdio mistura seu som de guitarra com um Axe FX II e sans amp. Ele e também foi usou Bogner e Vempire 2x12 Cabinets  com V30 alto-falantes.Recentemente aderiu aos Messa Boogie,sendo visto com os modelos Dual Rectifier.
Delahaye também foi um membro da banda MaYaN de death metal sinfônico, entre 2010-2013. Ele contribuiu para o álbum Quarterpast. Ele foi substituído pela guitarrista do Delain, Merel Bechtold.

## Estilo musical
Delahaye incorpora legato, palhetadas alternativas, tremolo picking, e usos de whammy bar em seus solos.

## Educação
Isaac é bacharelado em música.

## Equipamento extra
- Gibson Les Paul Standard 7 String Limited 2016 Heritage Cherry Sunburst
- Gibson Les Paul Standard 7 String Limited 2016 Tabaco Burst
- InTune Picks
- Morley + Pedais Boss
- Sennheiser Wireless + In Ear Monitoring
- American Music Products Straps
- Audio Technika Mics
- Ernie Ball Strings